# Oussama Bouyaghlafen
Oussama Bouyaghlafen (27 april 1998) is een Nederlands-Marokkaans voetballer die als aanvaller bij De Treffers speelt.

## Carrière
Oussama Bouyaghlafen maakte zijn debuut voor FC Den Bosch in de Eerste divisie op 21 oktober 2016, in de met 3-1 verloren uitwedstrijd tegen VVV-Venlo. Hij kwam in de 83e minuut in het veld voor Stefano Beltrame. Op donderdag 21 december 2017 tekende Bouyaghlafen een contract dat hem tot de zomer van 2020 aan FC Den Bosch bindt. Hierin is een cluboptie van 1 extra jaar opgenomen. Nadat zijn contract in 2020 afliep, vertrok hij transfervrij naar Almere City FC. Vanaf het seizoen 2022=2023 speelt Bouyaghlafen in de Tweede Divisie voor De Treffers.

### Statistieken

#### Beloften
| Seizoen                    | Club              | Land            | Competitie         | Competitie | Competitie | Totaal | Totaal |
| Seizoen                    | Club              | Land            | Competitie         | Wed.       | Dlp.       | Wed.   | Dlp.   |
| -------------------------- | ----------------- | --------------- | ------------------ | ---------- | ---------- | ------ | ------ |
| 2016/17                    | Jong FC Den Bosch | Nederland       | Derde divisie zon. | 18         | 5          | 18     | 5      |
| Totaal beloften            | Totaal beloften   | Totaal beloften | Totaal beloften    | 18         | 5          | 18     | 5      |
| Bijgewerkt op 26 juni 2020 |                   |                 |                    |            |            |        |        |

#### Senioren
| Seizoen                       | Club            | Land            | Competitie      | Competitie | Competitie | Beker | Beker | Totaal | Totaal |
| Seizoen                       | Club            | Land            | Competitie      | Wed.       | Dlp.       | Wed.  | Dlp.  | Wed.   | Dlp.   |
| ----------------------------- | --------------- | --------------- | --------------- | ---------- | ---------- | ----- | ----- | ------ | ------ |
| 2015/16                       | FC Den Bosch    | Nederland       | Eerste divisie  | 0          | 0          | 0     | 0     | 0      | 0      |
| 2016/17                       | FC Den Bosch    | Nederland       | Eerste divisie  | 3          | 0          | 0     | 0     | 3      | 0      |
| 2017/18                       | FC Den Bosch    | Nederland       | Eerste divisie  | 31         | 2          | 2     | 0     | 33     | 2      |
| 2018/19                       | FC Den Bosch    | Nederland       | Eerste divisie  | 22         | 2          | 0     | 0     | 22     | 2      |
| 2019/20                       | FC Den Bosch    | Nederland       | Eerste divisie  | 17         | 3          | 0     | 0     | 17     | 3      |
| 2020/21                       | Almere City FC  | Nederland       | Eerste divisie  | 34         | 4          | 1     | 0     | 35     | 0      |
| 2021/22                       | Almere City FC  | Nederland       | Eerste divisie  | 6          | 0          | 0     | 0     | 6      | 0      |
| Totaal senioren               | Totaal senioren | Totaal senioren | Totaal senioren | 113        | 11         | 3     | 0     | 116    | 10     |
| Carrièretotaal                | Carrièretotaal  | Carrièretotaal  | Carrièretotaal  | 131        | 16         | 3     | 0     | 134    | 16     |
| Bijgewerkt op 2 augustus 2022 |                 |                 |                 |            |            |       |       |        |        |